# Поштена Вас
Поштена Вас (словен. Poštena vas) — поселення в общині Брежиці, Споднєпосавський регіон, Словенія. Висота над рівнем моря: 209,7 м.